# Nolvenn Le Caër
Nolvenn Le Caër née le 23 février 1978 à Rennes, est une coureuse cycliste française. Spécialisée en VTT de descente, elle a été championne de France en 2004 et médaillée d'argent du championnat du monde en 1998.

## Biographie
Nolvenn Le Caër découvre le VTT de descente en 1992, au Trophée national des jeunes vététistes de Lélex. Elle y remporte les épreuves de cross-country et de descente en catégorie minime et est repérée par Philippe Moreau, manager de l'équipe Gitane, qui lui propose d'intégrer celle-ci en 1993.
En 1993, alors qu'elle est encore en catégorie cadet première année, elle remporte le championnat de France élite de descente. Elle est sélectionnée pour les championnats du monde, qui ont lieu à Métabief, et y est médaillée d'argent de la descente junior derrière Anne-Caroline Chausson. À nouveau médaillée d'argent deux ans plus tard, elle est championne du monde junior en 1996.

## Palmarès

### Championnats du monde
- 1993
  -  Médaillée d'argent de la descente juniors
- 1995
  -  Médaillée d'argent de la descente juniors
- 1996
  -  Championne du monde de descente juniors
- 1998
  -  Médaillée d'argent de la descente
- 2002
  - 7e de la descente
- 2003
  -  Médaillée de bronze de la descente
- 2004
  - 10e de la descente

### Coupe du monde
- Coupe du monde de descente
  - 5e en 1995, vainqueur d'une manche
  - 5e en 1996
  - 3e en 1998
  - 10e en 2000
  - 10e en 2002
  - 7e en 2003

### Championnats d'Europe
- 1993
  -  Championne d'Europe de descente juniors
- 1994
  -  Championne d'Europe de descente juniors
- 1995
  -  Championne d'Europe de descente juniors
- 1996
  -  Championne d'Europe de descente juniors
  -  Médaillée d'argent de la descente
- 1997
  -  Médaillée d'argent de la descente
- 2000
  -  Médaillée d'argent du dual slalom
- 2003
  -  Médaillée de bronze de la descente

### Championnats nationaux
- Championne de France de descente en 2004